# Acrolophus crinifrons
Acrolophus crinifrons är en fjärilsart som beskrevs av Walsingham 1915. Acrolophus crinifrons ingår i släktet Acrolophus och familjen Acrolophidae. Inga underarter finns listade i Catalogue of Life.